# 秘密はうたう
『秘密はうたう』（ひみつはうたう、英語: A Song at Twilight）は、ノエル・カワードによる戯曲。2幕からなる。
スイスの高級ホテルの同じスイートルームを題材とした三部作『スイートルーム組曲』の1つであり、忘れたいと思っていた過去の愛人を前にしてしまった老作家を描いている。カワードの最後の演劇作品の1つである。

## 背景
元々のアイデアは、デイヴィッド・セシル卿が記したマックス・ビアボームの伝記に触発されて生まれた。その伝記でセシルは、コンスタンス・コリアーが晩年にイタリアにあるビアボームの自宅を訪れたことを記しており、これについてカワードは「これが実に面白いと思った。マックスの昔の恋人が彼を訪ねてきたが、彼よりもはるかに活力があるその女は、数秒で完全に疲れさせた」と語った。カワードは自分の戯曲に登場する老作家をクローゼットの同性愛者で、愛人との過去の関係は自らの性愛志向をカモフラージュしたものだったと設定した。この老作家のモデルはサマセット・モームであると一般に考えられている。カワードの舞台構成は、モーガムとの「好奇心が強い」類似性によってその要点を強調していると指摘されている。
1966年4月14日にロンドンのクイーンズ・シアターでヴィヴィアン・マタロン監督により最初に上演された。1999年、カワードの生誕100周年を記念して、ギールグッド・シアターでシェリダン・モーリー監督により復活上演が行われた。